# Elzenvlieg
De elzenvlieg of slijkvlieg (Sialis lutaria) is een insect uit de familie elzenvliegen (Sialidae) van de orde grootvleugeligen (Megaloptera). De wetenschappelijke naam van de soort werd als Hemerobius lutarius in 1758 gepubliceerd door Carl Linnaeus.

## Kenmerken
De elzenvlieg is donkerbruin. Het grootste deel van het lichaam wordt in rust verborgen onder de relatief grote vleugels. De vleugels hebben een duidelijke vleugeladering en worden in rust als een afdakje over het lichaam gevouwen. Aan de voorzijde van de kop zitten twee antennes die lang en draadvormig zijn (filiform). De lichaamslengte is ongeveer 35 millimeter.

## Levenswijze
De elzenvlieg leeft als larve in het water en hier zijn ook de volwassen vliegen te vinden. De vlieg is overdag actief maar vliegt niet veel en wordt meestal zittend op de oevervegetatie aangetroffen. De volwassen insecten hebben net als de larven vergrote kaken maar leven van nectar dat ze uit bloemen zuigen. In Europa komen zes soorten elzenvliegen voor, waarvan de hier besproken Sialis cf. lutaria de bekendste is. Deze soort heeft geen echte voorkeur voor een voortplantingswater, als het maar niet te snel stroomt. De soort Sialis fuliginosais heeft juist wel een voorkeur voor snelstromend water en de soort Sialis nigripes heeft grote rivieren als biotoop.

## Voortplanting
De vrouwtjes produceren grote hoeveelheden eitjes die als een mat om een plantenstengel worden afgezet waarbij ze keurig in rijtjes worden gepositioneerd. De larven laten zich na het uitkomen in het water vallen en leven op de bodem waar ze jagen op kleine diertjes zoals andere insectenlarven. Ze hebben een karakteristiek uiterlijk; een bruin lichaam met zes gelede pootjes aan de voorzijde en vele dunnere poot-achtige sprieten aan de achterzijde van het lichaam. Dit zijn de kieuwen waarmee de larve ademhaalt onder water. Als de larve volledig is ontwikkeld, kruipt deze op het land en worden de ademopeningen van het tracheeënstelsel geopend. De larve graaft een holletje in de oever en maakt hier een popkamer waarin de verpopping plaatsvindt. Na enige tijd komt hieruit de volwassen vlieg tevoorschijn.

## Afbeeldingen

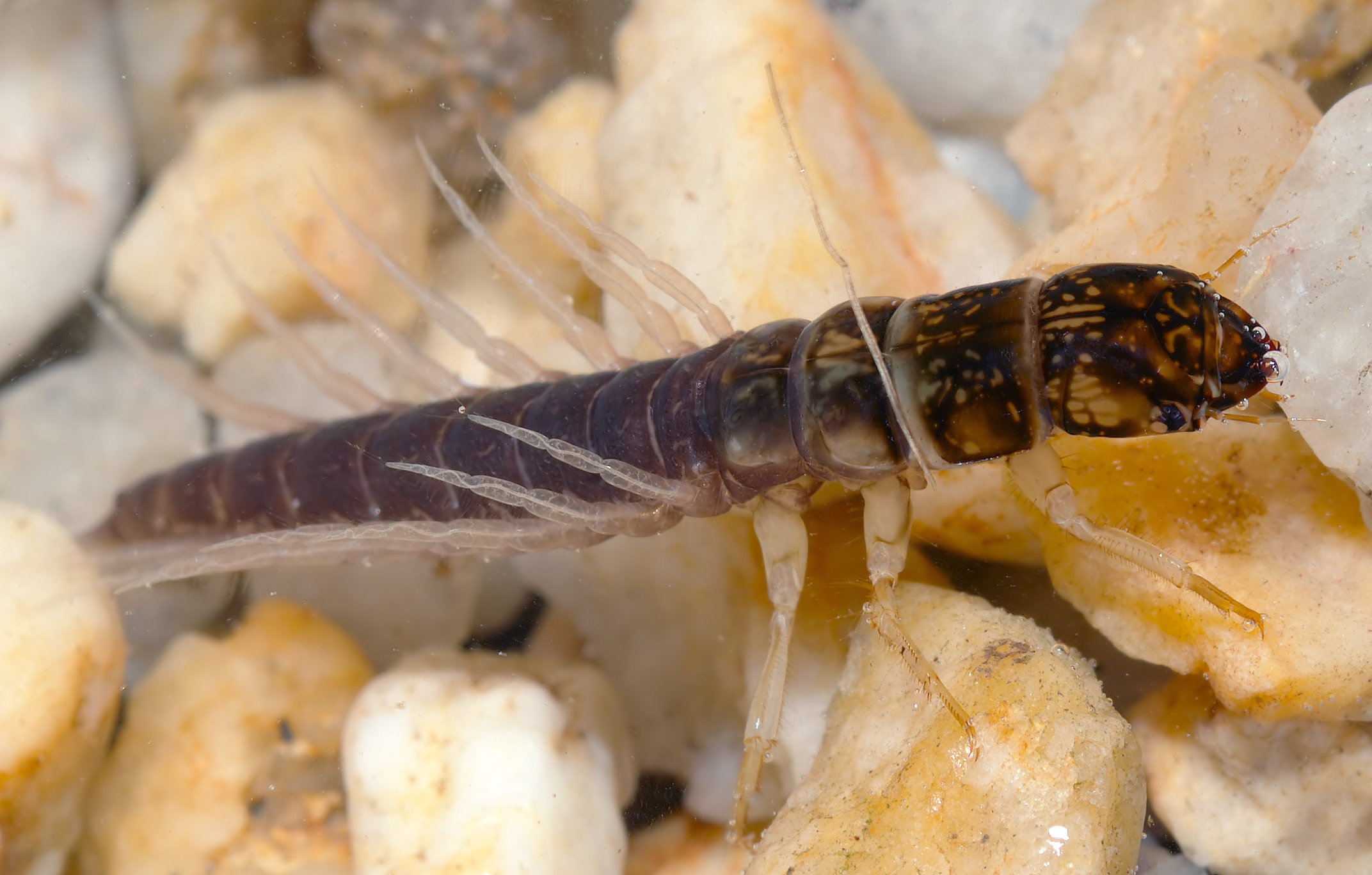
Larve
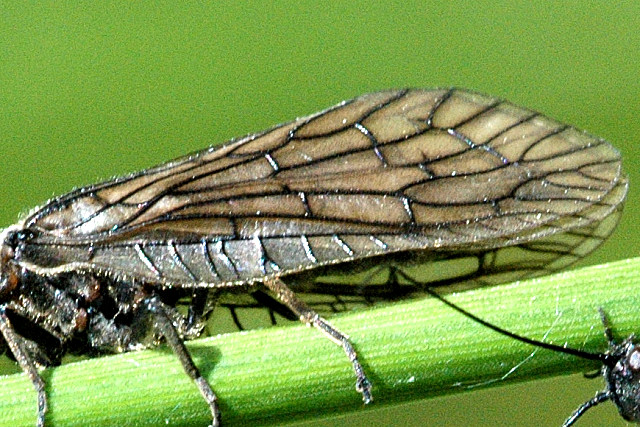
Detail vleugeladering
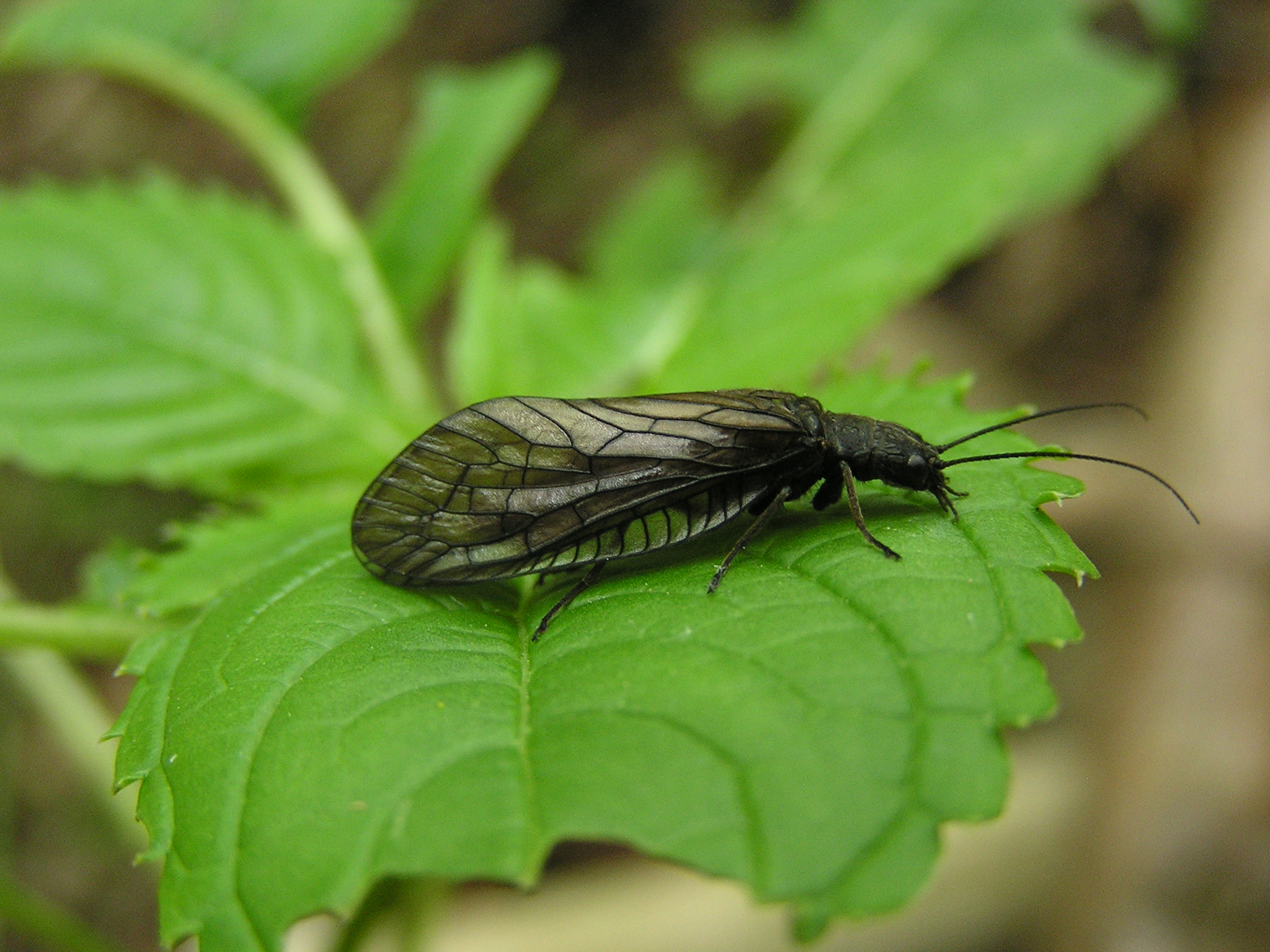
Op een blad
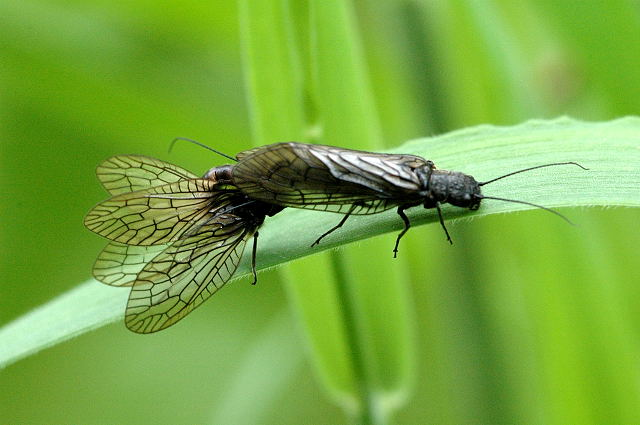
Paring van de verwante soort Sialis fuliginosa